# Route nationale 5 (Luxemburg)
Die Nationalstraße 5 oder N5, im Volksmund „Escher Straße“ genannt, ist eine durch die Kantone Luxemburg und Esch/Alzette verlaufende Hauptverkehrsachse. Sie führt von Luxemburg (Stadt) nach Rodingen und von dort aus weiter in Richtung Frankreich, wo sie in die französische D618 übergeht.
Sie beginnt mitten in der Luxemburger Innenstadt (Oberstadt) am Bvd. Royal (Kreuzung der N7 mit der Ave. Monterey), von wo aus die Straße als „Ave. du Dix-Septembre“ bis zur Kreuzung mit der N5A (Ave. Guillaume) verläuft. Weiter führt sie als „Route de Longwy“ durch den Stadtteil Merl bis nach Helfenterbrück, wo sie die A6 unterquert und Anschluss zu dieser hat.
Im anschließenden Verlauf ist die N5 gleichzeitig Teil der Europastraße 44. Entlang der „Route de Longwy“ verläuft sie bis zum Kreisel, auf den auch die N35 und die CR163 münden, weiter als Gréiwelsser Barrière nach Findelshof durch Dippach. Anschließend kreuzt sie die N13 in Richtung Schuler entlang des Industriegebietes „Robert Steichen“ (früher: Bommelscheuer) und läuft dann als „Avenue de Luxembourg“ durch Niederkerschen.
Am Ortsausgang von Niederkerschen durchquert sie zunächst einen Kreisel und überquert dabei die A13. Von hier aus ist die N5 kein Teil der E44 mehr. Weiter führt die N5 über die „Route de Longwy“ durch Petingen.
Am Ende führt die N5 als „Rte. de Luxembourg“ und „Rte. de Longwy“ durch Petingen-Rollingen in Richtung Redingen bis zur französischen Grenze, wo sie in die Route Dèpartementale 618 übergeht und in den Ort Longlaville führt.
Die N5 ist 24,6 km lang und hat ihren Endausbauzustand erreicht.

## Historische Entwicklung der N5
- Die historische Straße Luxembourg – Redingen – französische Grenze besteht seit 1843. Sie wurde damals als „Lonkecher Strooss“ bezeichnet und hatte die belgische Grande route de deuxième classe ersetzt, die von Luxemburg nach Longuich verlief.
- 1845 ist eine neue Trassenführung für den Abschnitt Petingen bis an die französische Grenze festgelegt worden.[1]
- Im Lauf der Jahre sind Trassenverlegungen auf der Höhe der Bauernschaften „Gréiwelsser Haff“ und „Bouferterhaff“ vorgenommen worden. Mit der der Neuklassifizierung des Straßennetzes im Jahre 1958 sind diese Teile der früheren Straße deklassifiziert worden.[2]
- Mitte der 1970er-Jahre wurden Teile der N5 zwischen Helfenterbrück und Dippach im Rahmen verschiedener Gesetzesprojekte angepasst.[3]
- Die Trasse auf Höhe von Schuler wurde angepasst
- 1995 ist die gesamte Strecke auf der Rollinger Brücke mit Straßenbeleuchtung versehen worden; die frühere Trassenführung (Rue des Prés – Rte. de Luxembourg) wurde in eine Gemeindestraße herabgestuft.[4]
- Mit der geplanten Umgehungsstraße „Contournement Niederkerschen“ wird eine weitere größere Anpassung des Verlaufs der N5 einhergehen.[5]

## Bildergalerie

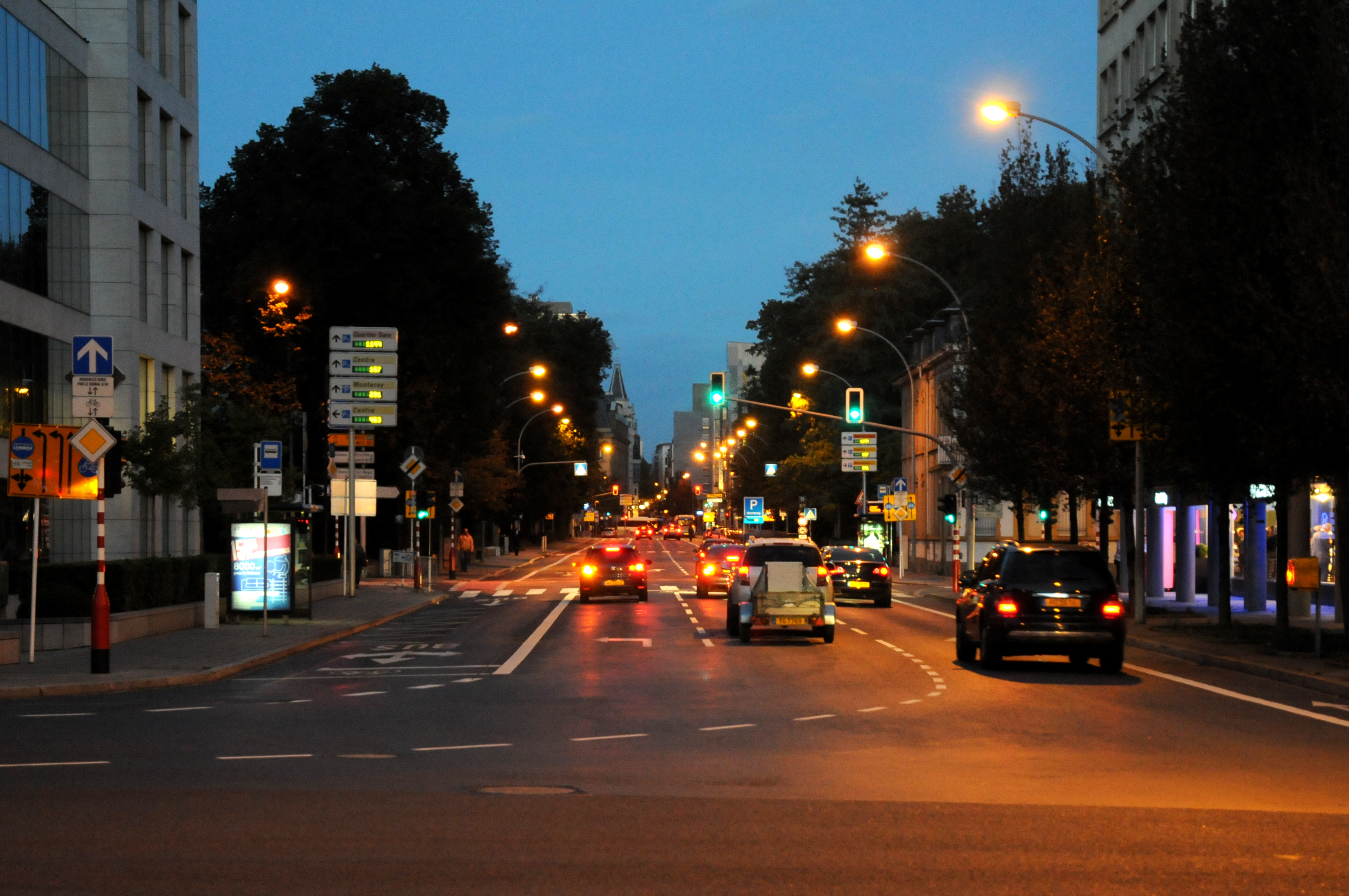
An der Ave. Monterey
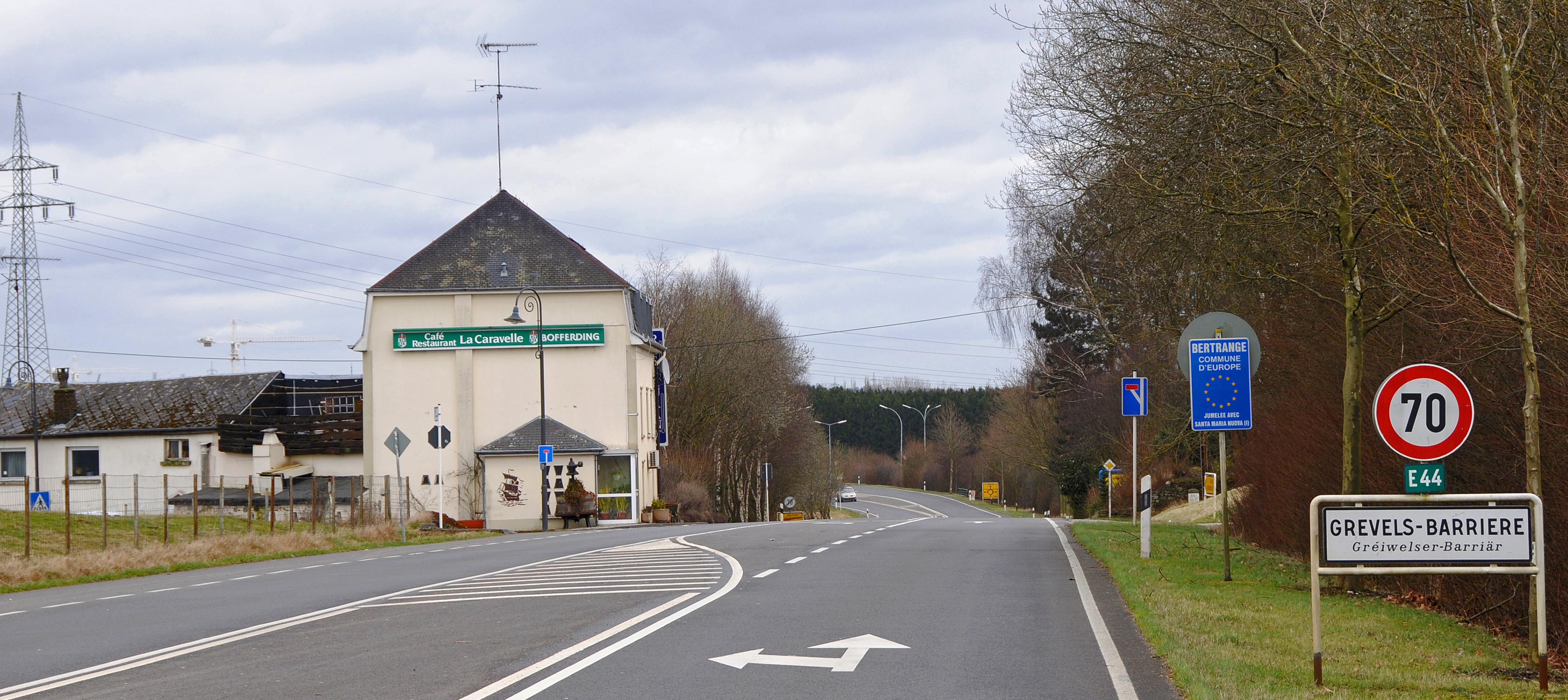
„GréiwelsBarrière“
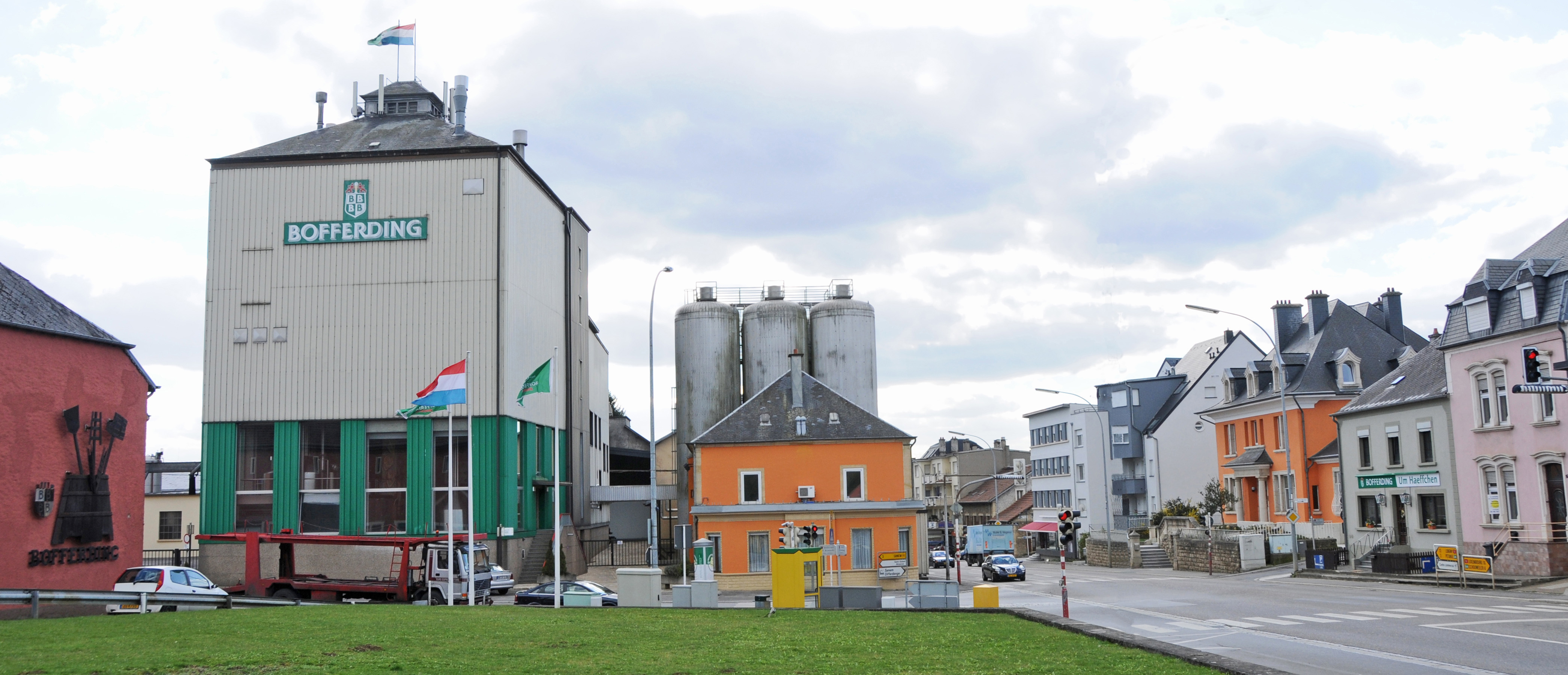
An der Bofferding-Brauerei